# Munja
Munja je naglo pražnjenje atmosferskog električnoga naboja koncentriranog u olujnim, grmljavinskim oblacima (kumulonimbusima), povezano s pojavom snažnog bljeska i snažnoga zvučnog udara (grom). Unutar grmljavinskih oblaka električni potencijal naraste i do 3 milijuna volti, pa zrak više nije dostatan izolator i nastaje izbijanje električnoga naboja unutar oblaka, prema drugom oblaku, prema okolnomu zraku ili prema tlu (jedno takvo izbijanje na svakih deset). Munja se može vidjeti i na udaljenostima do 150 kilometara.
Najčešća je izlomljena linearna munja. Od njezina glavnog puta često se odvaja više grana. Istraživanja linearne munje ultrabrzim kamerama pokazala su da munja između oblaka i tla nastaje u nekoliko koraka: svakoj munji prethodi početno, slabije pretpražnjenje, koje napreduje brzinom od približno 50 m/s i postupnom ionizacijom zraka stvara takozvani kanal munje, svjetlosni, intenzivno ugrijan (do 30 000 K) koridor promjera nekoliko centimetara. Kada kanal poveže oblak i tlo (ili dva suprotno nabijena oblaka), nastupi kroza nj u suprotnom smjeru obilno električno pražnjenje, glavni udar munje, koji češće putuje od tla (ili morske površine) prema oblaku nego obratno. Takvih je povratnih udara u jednoj munji više, prosječno dva, ali ih može biti i do 40, s vremenskim razmakom od prosječno 0,03 sekundi.
Električni naponi između krajnjih točka munje iznose i do 100 milijuna volta (V); maksimalne su struje nekih munja 100 000 ampera (A), a traju od 0,1 do 0,6 sekundi uz temperaturu u kanalu munje višu od 20 000 kelvina (K). Zbog zagrijavanja, ionizacije i disocijacije uzduž puta munje naglo se i drastično mijenja tlak zraka, što je uzrok nastanka groma. Opažene su i tihe munje. Munje pokazuju dvostruk razorni učinak: kod vrlo jakih struja nastaje kratkotrajno, ali vrlo jako magnetsko polje, koje daje eksplozivni učinak; struje do 500 A teku dosta dugo (s obzirom na trajanje samoga svjetlosnog učinka munje), pa uzrokuju jak toplinski učinak, koji djeluje razorno, osobito na vodiče.
Uz često zapažene oblike razgranate munje, koja udara prema tlu, pojavljuje se gdjekad i takozvana biserna munja u obliku niza od 20 do 30 svjetlosnih zrna, promjera približno 10 centimetara i odvojenih tamnim prostorima. Plošna munja električno je izbijanje unutar oblaka, kod kojega su osvijetljene velike površine oblaka, no sam kanal munje nije zamjetljiv. Toplinska munja pojava je munje na velikoj udaljenosti od promatrača, prevelikoj da bi se čula grmljavina; ona može biti crvene boje zbog raspršenja i apsorpcije svjetlosti u zraku. Kuglasta munja vrlo je rijetka i do danas još nerazjašnjena pojava električnoga izbijanja; pojavljuje se u obliku žute do crvene svjetleće kugle promjera 10 do 20 centimetara, rijetko i do 1 metar, u kojoj je temperatura od 4 000 do 5 000 °C. Kratko se vrijeme lagano kreće i nestaje tiho ili uz prasak, ostavljajući za sobom jak miris po sumporu i nitritu. Kada se zbog povišene vlage poveća električna provodnost zraka, kao za grmljavinskih procesa, može se na istaknutim vrhovima planina, šiljcima visokih zgrada, jarbolima i stupovima pojaviti takozvana vatra svetog Ilije ili vatra svetog Elma, električno izbijanje u obliku svjetleće zelenkaste ili plavičaste korone. Poznat je i takozvani plavi mlaz, slabi mlaz plave svjetlosti koja izbija iz vrha kumulonimbusa i diže se nepoznatim mehanizmom do visine od 40 do 50 kilometara brzinom većom od 90 km/s, te takozvani sprajt ili crveni vilenjak (engl. sprite), svjetlosna pojava u mezosferi, crvenkaste do plave boje i najraznovrsnijih oblika, od velikih mjehura do oblika nalik na veliku hobotnicu, povezana sa snažnim električnim izbijanjem iz kumulonimbusa u tlo.

## Vrste munja
Munja od oblaka do tla je najpoznatiji i drugi najučestaliji oblik munje, koji nastaje pražnjenjem naboja s kumulonimbusa prema tlu. 
Lančane munje su vrsta munja od oblaka do tla, koje se prikazuju u prekinutom nizu kratkih i blještavih odlomaka i traju duže nego uobičajene vrste munja. Dosta su rijetke i postoji nekoliko objašnjenja te pojave.
Trakaste munje se pojavljuju kada postoji jaki bočni olujni vjetar i ima više povratnih udara, koji se mogu prikazati i kao omče. 
Skraćene (staccato) munje su vrsta munja od oblaka do tla, s kratkotrajnim i vrlo jakim bljeskom i često s puno grananja. 
Viličaste munje su vrsta munja od oblaka do tla koje se jako granaju do tla. 
Munja od tla do oblaka je munja kod koje se negativno nabijeni ioni s tla dižu i susreću s pozitivnio nabijenim ionima s kumulonimbusa. Zatim se povratni udar vraća prema tlu. 
Munja od oblaka do oblaka može biti između dva različita oblaka ili može biti unutar istog oblaka između dijelova s različitim potencijalom. Inače se najčešći oblik munja javlja unutar istog oblaka i to obično između gornjeg (nakovnja) i donjeg dijela oblaka. 
Tople munje je naziv za munje koje se pojavljuju jako daleko tako da se vidi bljesak, a zvuk se ne čuje jer se na putu rasprši do promatrača. 
Suhe munje su munje koje se javljaju bez oborina, a najčešće su uzrok šumski požari, a mogu biti i aktivni vulkani. 
Raketne munje se obično kreću vodoravno s donjeg dijela oblaka. 
Visokonaponske munje obično nastaju na vrhu oblaka (nakovnju), putuje nekoliko kilometara vodoravno i zatim skreću do tla. One čine manje od 5% svih munja. Zbog puno većeg pređenog puta, te munje obično nose 6 do 10 puta više naboja, i naponi su isto veći, a obično i traju oko 10 puta duže. Za vrijeme tih munja, stvaraju se velike količine kratkih radio valova. Zbog velike snage, visokonaponske munje su jako opasne, posebno za avione jer još uvijek ne postoji dovoljna zaštita za njih.
Kuglasta munja, koja se još zove i lančasta, oblik je munje dugoga trajanja. Pojavljuje se kao traka svijetlećih odsječaka umjesto kontinuiranog kanala. Pojavljuje se rijetko. Uzroci nastanka su nepoznati, a predložene su druge teorije: dijelovi kanala munje idu ukoso prema promatraču ili od njega i zato se čine sjajnijim; dijelovi kanala su nejasni zbog kiše ili oblaka; neki dijelovi kanala su većeg promjera, a drugi manjeg, što utječe na oblik munje. Ta se atmosferska pojava pojavljuje u obliku pokretne svijetleće kugle od nekoliko desetaka centimetara u promjeru. Kuglasta munja se obično pojavljuje tijekom oluja, i to blizu tla, a može biti crvena, narančasta ili žuta. Često je praćena pištećim zvukom i neobičnim mirisom. Traje samo nekoliko sekundi te iznenada nestaje, tiho ili uz eksploziju. Kuglaste munje ponekad mogu nanijeti štetu zapaljenjem ili taljenjem. Njihova veza s običnim munjama nije poznata, kao niti njeni uzroci. Među objašnjenjima se spominje da je riječ o zraku ili plinu koji se ponašaju neuobičajeno; o plazmi visoke gustoće; o zračnom vrtlogu koji sadržava svijetleće plinove; o mikrovalnoj radijaciji u oklopu od plazme.

### Nove vrste munja
U novije vrijeme otkrivena su tri nova tipa munja. One udaraju od vrha oblaka prema gore, u stratosferu i puno su rjeđe od onih prema tlu ili između oblaka. Prvi tip zovu Crvenim vilenjakom (eng. Red sprite). Ta je munja tamna i crvenkasta, traje nekoliko tisućinki sekunde, a može biti široka kilometrima. Proteže se 50 do 90 km iznad oblaka. Drugi tip naziva se Plavi mlaz (eng. Blue jet). Riječ je o plavoj, stožastoj provali energije puno sjajnijoj od Crvenog vilenjaka. Plavi mlaz udara iz centra oluje brzinom od 6 000 km/h i dopire 20 do 50 km iznad oblaka. Ove dvije vrste munja prvi je put snimio američki fizičar John R. Wincklyer 1989. u Minnesoti. Treći tip su munje koje se prostiru od oblaka do stratosfere. Zovu se Vilenjaci (Elves), a otkrivene su 1995. Imaju oblik tanjura ili krafne promjera 400 km, a pojavljuju se oko 100 km iznad oblaka. Smatra se da su zelenkaste, ali toliko kratko traju (manje od tisućinke sekunde) da im boja još nije precizno određene.

## Nastajanje
U olujnom nevremenu olujni su oblaci napunjeni elektricitetom poput velikih električnih kondenzatora, gornji dio oblaka nabijen je pozitivno, a donji negativno. Znanstvenici se još nisu usuglasili kako zapravo nastaje ovo električno punjenje oblaka, no pretpostavlja se da je to jedan od rezultata globalnog kruženja vode na Zemlji. U osnovnim crtama, kruženje vode uključuje evaporaciju i kondenzaciju. U procesu evaporacije voda isparava s površine Zemlje i u obliku pare podiže se u više slojeve atmosfere. Kako temperatura opada s visinom, i kako se u višim slojevima atmosfere nalaze takozvane kondenzacijske čestice (recimo zrnca prašine), vodena para kondenzira, ponovno se pretvara u kapljice vode i pada na Zemlju kao kiša ili snijeg – ovisno o temperaturi zraka. Dakako, cijeli je proces kruženja vode daleko složeniji.

### Električno punjenje
Kad se vlaga nakuplja u atmosferi, nastaju oblaci, koji mogu nositi milijune vodenih kapljica i leda. Kako se procesi evaporacije i kondenzacije međusobno isprepliću, kondenzirane kapljice u oblacima neprestano se sudaraju s vodenom parom koja stiže s tla. Kapljice se s parom sudaraju i tijekom oborina, jer dok se jedan dio vlage vraća na Zemlju, drugi isparava. Upravo tijekom ovih sudara iz vodene se pare izbijaju elektroni, koji tako stvaraju električni naboj. Kako do sudara dolazi u donjem dijelu oblaka, izbijeni elektroni ovdje stvaraju negativan naboj (višak negativno nabijenih čestica). Vlaga, koja nakon sudara nastavlja put prema gornjim slojevima atmosfere odnosno oblaka, na vrh oblaka stiže s pozitivnim nabojem – nedostaje joj elektron koji je izbijen u sudaru. Tako se na vrhu oblaka stvara višak pozitivnog naboja. Osim sudara, u procesu električnog nabijanja oblaka značajnu ulogu igra i zamrzavanje. Kako se vodena para podiže u hladnije slojeve i počinje se zamrzavati, dio koji se zamrzne postaje negativno nabijen, dok nezamrznuti dio ostaje pozitivno nabijen. Zračne struje mogu dalje odnijeti pozitivne čestice do vrha oblaka (lakše su!) i time dodatno ubrzati stvaranje viška pozitivnog naboja. Izbijanjem elektrona i odvajanjem pozitivno nabijenih čestica vodene pare u oblaku nastaju razlike potencijala odnosno stvara se električno polje – prvi preduvjet za nastajanje električnog pražnjenja.

### Električno pražnjenje
Što se oblaci više pune nabojem, električno je polje sve jače. U nekom trenu postat će toliko jako da će se elektroni na površini Zemlje pokušati odmaknuti – utisnuti dublje u Zemlju. To je rezultat odbijanja jednako nabijenih čestica. Kako se elektroni povlače u unutrašnjost, tlo postaje sve jače pozitivno nabijeno. Oluja tako dovodi do naglog stvaranja električnog polja u oblaku i između oblaka i tla. Kad se stvori dovoljan višak naboja, to jest kad električno polje postane dovoljno jako ono će natjerati okolni zrak da pukne. Ovo pucanje zapravo je razdvajanje pozitivnih i negativnih čestica u zraku. Taj proces nazivamo ionizacija. Ionizacija ne označava višak nekog naboja, već stanje i kojem su naboji razdvojeni. Drugim riječima, zrak ne postaje nabijen, već se naboji u njegovim česticama međusobno razmiču. Ionizirani zrak ima znatno veću električnu vodljivost. Kako se zrak ne ionizira jednako na svim mjestima, na dijelovima gdje je ionizacija intenzivnija stvaraju se staze – putovi kojima munje mogu lako preskakati. Da bi nastala munja potrebno je da električna staza stigne do tla i pronađe uzemljenje – točku ili predmet na kojem će se zaustaviti. Kad se to dogodi, sijevnut će munja. Svjetlost koju vidimo zapravo je rezultat električnog pražnjenja između oblaka i zemlje koje slijedi put stvorene električne staze. Bljesak munje koja se prostire od oblaka do tla čine dva osnovna udara (može ih biti i više zaredom): odvodni udar i povratni udar.

### Od oblaka do tla
U odvodnom udaru prvo negativni naboj putuje do tla. Kreće se koracima od 50 metara i pritom stvara nabijeno korito. Odvodni udar nije tako sjajan, često je stepenast, te ima puno grana koje se šire iz glavnog kanala. Kad se približi tlu, pobuđuje suprotni naboj koji se koncentrira u jednoj točki. Tako nastaje povratni udar koji istim koritom nosi pozitivni naboj od tla prema oblaku. Dva udara se sreću na visini od oko 50 m iznad tla. Na točki dodira dolazi do kratkog spoja između oblaka i tla. To rezultira izuzetno blještavim udarom visoke struje, koja istim kanalom putuje natrag do oblaka.

## Lociranje munja
Krajem 2008. je po prvi puta u Hrvatskoj uspostavljen sustav za lociranje munja (eng. Lightning Location System ili LLS) kao dio Europskog sustava LINET. Šest senzora je instalirano na području Hrvatske. Ovaj sustav koristi vrlo niski frekvencijski opseg i registrira gustoću magnetskog toka pri atmosferskom pražnjenju pomoću dviju međusobno okomito postavljenih bakrenih prstenova. Komponente magnetske indukcije detektiranog signala se mjere pomoću ortogonalne petlje (antene) u realnom vremenu. Registrirani udari munje su arhivirani u bazu, obrađeni i prikazani na karti Hrvatske. Sustav u Hrvatskoj koordinira Fakultet elektrotehnike i računarstva Sveučilišta u Zagrebu.

## Munje kroz povijest
U srednjovjekovnoj Europi zbog munja je biti zvonar u crkvi bilo izuzetno opasno. Tijekom oluja s grmljavinom bio je običaj da se zvoni što jače jer se smatralo da će se time spriječiti da munje udare u vrh crkvenog tornja. Vjerovalo se da zvonjava rastjeruje zle duhove koji vatrom žele uništiti crkvu, a mislilo se i da buka zvonjave lomi munje. O tome i danas svjedoče natpisi Fulgura frango (Ja lomim munje) na srednjovjekovnim zvonima. Od 1753. do 1786. u Francuskoj su munje 386 puta udarile u crkvene tornjeve. U navedenom razdoblju u Francuskoj su, nastojeći slomiti munje zvonjavom, nastradala 103 zvonara. Znači da je skoro svaka treća munja koja je udarila u neku crkvu bila za nekoga kobna. Te katastrofalne brojke dovele su do toga da je francuska vlada 1786. zabranila zvonjavu tijekom grmljavine.

## Zanimljivosti
- Godine 1998. munja je u Kongu pobila cijelu nogometnu momčad (11 igrača).
- Godine 1999. munja je u Coloradu ozlijedila cijelu momčad američkog nogometa.
- U munji ima puno energije: oko 250 kilovatsati. Ne zvuči puno, ali s tom količinom energije možete dignuti jednotonac 120 kilometara uvis.
- Nikolu Teslu zvali su i Gospodar Munja. Sasvim zasluženo jer je 1899. u Colorado Springsu stvorio najdužu umjetno izazvanu munju. Bila je duga 41 metar.
- Prema Guinessovoj knjizi rekorda, između 1942. i 1983. (kada je umro) munja je Roya Dooksa Sullivana, bivšeg čuvara nacionalnog parka, pogodila sedam puta. Prvi put munja je prošla kroz njegovu nogu i otkinula mu nokat na nožnom palcu. Drugi put, 1969., munja mu je spalila obrve i onesvijestila ga. Sljedeće godine nakon udara munje ostalo mu je rame oduzeto, 1972. munja mu je zapalila kosu pa je morao na glavu izliti kantu vode, 1973. munja ga je kroz šešir pogodila u glavu, zapalila mu kosu, izbacila ga iz kamioneta i skinula mu lijevu cipelu. U šestom udaru, 1976. ozlijeđen mu je gležanj. Zbog zadnje munje koja ga je pogodila 1977. završio je u bolnici s opeklinama na prsima i trbuhu.

## Drveće i munje
Stabla su česti električni vodiči za munje, provodeći ih do tla.  Budući da je biljni sok slab električni vodič, njegov električni otpor uzrokuje snažno zagrijavanje, pretvaranje u paru i eksplozivno izbacivanje kore sa stabla. Ponekad se mogu oporaviti od udara munje. U rijetko naseljenim područjima, kao što je Daleki istok i Sibir, munje su glavni izvor šumskih požara. I u Hrvatskoj je zabilježeno dosta slučajeva pojave šumskih požara zbog udara munje.
Dva su najčešća stabla u koje udara munja: hrast i brijest. Borovi, jele, smreke su isto često izloženi udaru munja, posebno zbog svoje visine. Za razliku od hrasta koji ima dosta plitki korijen, crnogorična stabla imaju duboke korijene, koji često idu ispod slojeva vode. Ako se nalaze uz kuće i nadvisuju krovove, takva stabla mogu zaštiti kuću od udara munje.
Budući da jačina struje vrlo brzo raste kod munja, oko 40 000 ampera u sekundi, onda dolazi do pojave efekta kože, pa električna struja putuje više vanjskim dijelovima stabla.

## Okamenjena munja
Ako munja udari u pjeskovito tlo, pogotovo gdje ima kvarca, javljaju se fulguriti ili okamenjena munja.

## Korištenje energije munja
Bilo je dosta pokušaja za korištenje energije munja. Iako je snaga prosječne munje ogromna, zbog vrlo kratkog vremena u kojem djeluje, prosječna munja ne nosi veliku količinu energije. Također su i šanse da munje na redovnoj osnovi udaraju u željeno mjesto vrlo malene. Predlagano je da se munje iskoriste za dobivanje vodika iz vode ili da se iskoristi brzo zagrijavanje vode koju bi udarila munja, i tako dalje. Iako je to moguće, za to su potrebne velike i skupe konstrukcije, što dovodi u pitanje i veliku cijenu tako izvučene energije.

## Kako se zaštiti od udara munje za grmljavinskog nevremena?
- Ostanite u zatvorenom (stan, kuća i slično) i ne izlazite, niti se zadržavajte vani za grmljavinskog nevremena, ako nije neophodno.

- Udaljite se od otvorenih vrata ili prozora, od peći štednjaka, radijatora i električnih aparata, uključenih u električnu mrežu (radio, televizor, električne svjetiljke i slično).

- Ne služite se električnim aparatima za vrijeme grmljavinskog nevremena (električno glačalo, sušilo za kosu, brijaći aparat i slično).

- Ne upotrebljavajte žični telefon, jer munja može pogoditi vanjsku liniju.

- Ne skidajte rublje s užeta za vrijeme grmljavinskog nevremena.

- Prekinite eventualne radove na ogradi, električnim vodovima, vodovodnim cijevima ili na metalnim konstrukcijama.

- Nemojte nositi ili se služiti metalnim predmetima (kišobran, kosa, štap s udicom i slično). Klinaste cipele sportaša nepogodne su za upotrebu za vrijeme grmljavinskog nevremena.

- Nemojte rukovati zapaljivim materijalom u otvorenim posudama.

- Izađite iz vode ili malenog čamca i udaljite se od vodenih površina.

- Ostanite u svom automobilu, ako ste na putu za vrijeme grmljavinskog nevremena. Automobili se ponašaju slično Faradayevom kavezu i nude zaštitu od strujnog udara.

- Zaustavite rad traktora na polju, naročito ako on vuče metalnu opremu ili dijelove.

- Ako se zadržavate vani na otvorenom neizbježno je najbolja zaštita u nekoj špilji, u udubini tla, šancu, dubokoj dolini ili kanjonu, uz podnožje stijene, u unutrašnjosti guste šume, ili među gustom nakupinom drveća (ali tada odaberite jedno niže stablo okruženo višim stablima).

- Ako vani ne možete naći zaklon, najbolja je zaštita čučnuti, ako ste na otvorenom, držeći se dalje od pojedinačnih stabala. Udaljite se od drvoreda. Izbjegavajte najviša mjesta u okolici, osamljene kolibe i planinske vrhunce.

- Ako osjetite električni naboj, da vam se kosa ježi ili da vas trnci prolaze po koži, to je znak da vas munja upravo može pogoditi. Smjesta se bacite na pod.[10]